# Katastrofa górnicza w Mieżdurieczensku
Katastrofa górnicza w Mieżdurieczensku – 8 maja 2010 roku w kopalni Raspadskaja w Mieżdurieczensku w obwodzie kemerowskim doszło do wybuchu metanu. W katastrofie zginęło łącznie 91 osób, a 71 zostało rannych. 
Wybuchy miały miejsce 490 metrów pod ziemią o godzinie 23:55 czasu lokalnego. Akcja ratunkowa została rozpoczęta od razu po pierwszym wybuchu. Wtedy to nastąpił drugi zabijając kilkunastu ratowników. Po tym wybuchu akcja została przerwana z powodu zagrożenia kolejnym wybuchem. Po kilku dniach system wentylacji został przywrócony, lecz nadal zagrożenie wybuchem było na tyle duże, że ratownicy nie mogli używać ciężkiego sprzętu do odbudowy korytarzy.
Początkowo źródła mówiły o śmierci 12 górników, 41 rannych oraz 80 zaginionych. W miarę upływu dni liczba ofiar rosła. Informacje z dnia 10 maja 2010 mówiły już o 32 zabitych, 71 rannych i 59 zaginionych. Rano dnia 11 maja informacje podane przez PAP mówiły o 47 zabitych, 71 rannych i 43 zaginionych. Jednak już kilka godzin później potwierdzono śmierć kolejnych 5 górników. Dnia 12 maja podano informację o kolejnych 8 ofiarach.
W grudniu 2010 roku Sąd w Mieżdurieczensku, uznał 14 górników, których zwłok nie odnaleziono, za zmarłych. Po tym czasie, odnaleziono zwłoki 3 zaginionych górników, ostatnie we wrześniu 2011 roku. Ciał 11 zabitych górników nigdy nie odnaleziono. 

## Reakcje polityków
- Prezydent Rosji Dmitrij Miedwiediew zapowiedział, że osobiście będzie kontrolować sytuację. Na miejsce przybył premier Władimir Putin[9].
- Premier Polski Donald Tusk złożył na ręce Władimira Putina kondolencje do narodu rosyjskiego i rodzin ofiar[10].